# Proporus bermudensis
Proporus bermudensis är en plattmaskart som beskrevs av Hooge och Tyler 2002. Proporus bermudensis ingår i släktet Proporus och familjen Proporidae. Inga underarter finns listade i Catalogue of Life.